# Haitianisch-irische Beziehungen
Die haitianisch-irischen Beziehungen beschreiben das bilaterale Verhältnis zwischen der Republik Haiti einerseits und der Republik Irland andererseits.

## Geschichte und Stand
Die im Jahr 1804 von Frankreich unabhängig gewordene Republik Haiti und die 1921 vom Vereinigten Königreich in die Unabhängigkeit entlassene Republik Irland unterhalten seit 2012 diplomatische Beziehungen.
Die entsprechende gemeinsame Erklärung wurde am 26. Januar 2012 von den Leitern der Ständigen Vertretungen beider Länder bei den Vereinten Nationen in New York unterzeichnet.
Es wurden keine diplomatischen oder konsularischen Vertretungen im jeweils anderen Land eingerichtet. Irland pflegt die Beziehungen zu Haiti durch seine Ständige Vertretung bei den Vereinten Nationen.
Haiti ist Mitglied der Organisation Amerikanischer Staaten (OAS), bei der Irland einen Beobachterstatus innehat.
Nach dem Erdbeben in Haiti 2010 trug Irland 13 Mio. Euro für Hilfsmaßnahmen bei. In den Tagen unmittelbar nach dem Erdbeben führte Irish Aid zwei Lufttransporte mit Hilfsgütern nach Haiti durch. Darüber hinaus wurden Projekte zur Bereitstellung von Wasser, sanitären Einrichtungen und Notunterkünften für die Erdbebenopfer sowie zur Einrichtung von sicheren Bereichen, in denen Kinder unterrichtet und medizinisch versorgt werden können, finanziert.
Irland unterstützte 2022 im Sicherheitsrat der Vereinten Nationen die Verabschiedung der Resolution 2583, mit der strikte Sanktionen gegen Haiti in Bezug auf den Handel mit Waffen und Munition verhängt wurden.
Über den UN Central Emergency Response Fund (CERF) stellte Irland im Jahr 2023 für humanitäre Hilfe in Haiti 2,8 Mio. US-Dollar zur Verfügung.
Das Außenministerium Irlands veröffentlichte im Mai 2024 eine Warnung und riet angesichts der durch die Krise in Haiti  verursachten Sicherheitsrisiken von Reisen nach Haiti ab. Als weitere Maßnahme setzte Irland Adoptionen von Kindern aus Haiti aus.
Der irische Milliardär und Geschäftsmann Denis O’Brien hat über sein Mobilfunkunternehmen Digicel mehr in Haiti investiert als irgendwo sonst auf der Welt. Irische Hilfsorganisationen wie UNICEF Ireland, Concern Ireland, Goal, Christian Aid in Haiti, Aid to the Church in Need Ireland, Clowns for Haiti und andere sammeln Hilfsgelder und engagieren sich mit einer Vielzahl von Projekten in Haiti.